# Ozero Verovskoje
Ozero Verovskoje (ryska: Озеро Веровское) är en sjö i Belarus. Den ligger i voblasten Hrodna voblast, i den västra delen av landet, 220 km väster om huvudstaden Minsk. Ozero Verovskoje ligger 118 meter över havet. Arean är 0,52 kvadratkilometer. Den sträcker sig 2,5 kilometer i nord-sydlig riktning, och 1,3 kilometer i öst-västlig riktning.
I omgivningarna runt Ozero Verovskoje växer i huvudsak barrskog. Runt Ozero Verovskoje är det ganska tätbefolkat, med 139 invånare per kvadratkilometer.